# Морозов, Вадим Викторович
Вадим Викторович Морозов (14 ноября 1958, Ростов-на-Дону — 21 апреля 2020, там же) — российский художник, музыкант, изобретатель.

## Биография
Родился 14 ноября 1958 в Ростове-на-Дону. Отец — Виктор Иванович, лётчик полярной авиации; мать — Светлана Николаевна, продавец.
В детстве жил в посёлке Тикси Якутской АССР, затем окончил школу № 94 в Ростове-на-Дону.
В 1976—1978 годах служил в ракетных войсках стратегического назначения в городе Валга, Эстонской ССР.
В 1979—1983 годах учился в Ростовском художественном училище имени Грекова на театрально-декорационном отделении, преподаватель Ю. В. Щебланов и А. Г. Литвинов.

## Творчество
- 1985—1991 — создание живописных, графических и скульптурных работ: «Ночная купальщица», рисунки из Корана, скульптуры «Line if the night», «Лук Эроса», «Графика в эфире» — композиций из особым образом подвешенных графических листов. Художник использует в создании своих работ стальные листы, полированный алюминий, золото, драгоценные камни, светящийся неон[прояснить], кованную сталь. «Возвращенье с охоты (надгробие В. Слепченко)» и «Врата ада». А также создание поэтических текстов, начало написания автобиографического романа «Царственный Махаон».

Находясь под сильным впечатлением от последствий извержения вулкана Везувий, создает «помпейский стиль» или «натюрвита», то есть перевод мягкой живой формы: цветы, части собственного тела и пр. в нетленное состояние, путём отливки их из цинка, «Angel Back».
Изобретение, абсолютно нового типа музыкальных инструментов, где в качестве звукового носителя используются листы стали, обработанные методом спектрального изменения структуры металла. Звучащая скульптура «Лук Эрос» признана экспертами Stedelijk Museum Amsterdam одной из самых выдающихся инсталляций XX века.
- 1988 — Выставка «Италия имеет форму сапога» совместно с группой «Искусство или смерть» (Авдей Тер-Оганян, Валерий Кошляков, Юрий Шабельников, Василий Слепченко, Николай Константинов)[2]Тимофей «Италия имеет форму сапога?» или сапог имеет форму Италии? // Комсомолец. — 1989. — 31 янв..
- 1991 — для Марка Пекарского была создана 2-я звучащая скульптура «Черный перламутр». Объект высотой около 4-х метров, способен был воспроизводить звучание человеческих голосов, а также воспринимать и преобразовывать звуки окружающего мира[3]. Скульптура была использована в спектакле «Сидур-мистерия» в центре Мейерхольда (г. Москва, режиссёр В. Фокин, композитор А. Бакши. Софья Губайдулина дала высочайшую оценку саунд-объекту[3].
- 1992 — Триумфальная[источник не указан 412 дней] выставка в Амстердаме «Luxuries from Russia» в галерее «Singel-37» в составе группы «Предметы роскоши», Александр Чернов, Вадим Морозов, Александр Лишневский.
- 1993 — более 360 полотен Александра Чернова, 111 работ Вадима Морозова и 70 картин Александра Лишневского были украдены И. Соповым (Ростов) и Ф. Лос (Нидерланды) и проданы с аукциона. Вмешательство Её Величества Королевы Нидерландов Беатрикс, не помогло изменить ситуации.
- 1996 — самостоятельная работа над кузнечными объектами,
- 1996—2005 — Архитектурные объекты, создание Башни Геллы (Gella Tower), резиденция А. П. Починка.
- 1996—2005 — Двери храма Покрова Пресвятой Богородицы, в Покровском сквере на Большой Садовой (Ростов-на-Дону),
- 2005 — отъезд в Москву. Создание концептуального объекта «Miracle Spirit of the Home». Разработка и создание объектов в новой технике гальванического витража. Техника позволяющая создавать светящиеся объекты любой формы и по сути является новым типом скульптуры. Создание объектов в технике кованой нержавеющей стали.
- 2007 — Съемки калейдоскопических фильмов в рамках проекта «Призма Морозова». Работа ведущим художником в художественной студии [www.studio-da.ru/ «Да»].
- 2008 — Возвращение к выставочной деятельности. Проект А. Лишневского «Dots» (Ростов-на-Дону).
- 2009 — Возвращение в Ростов-на-Дону. Выставка «Remeake», М-галерея с серией «Книга Мертвых» — пылевые рисунки, инсталляция из 27 ксерокопированных рисунков из утраченной голландской серии.
- 2009 — Создание 3-го из существующих в мире саунд-объектов «Пушки и Розы». Объект использован в спектакле «Фауст» (режиссёр Юрий Попов, композитор Александр Бакши). Дал два концерта в стиле акустического треша.
- 2010 — Создание саунд-объекта «Fucking butterflys»[3], медиаинсталляции из мониторов «Гиганты Андеграунда». Фильм «Глаза Хищника».
- 2010 — Участие в Первой Южно-Российской биеннале современного искусства (Ростов-на-Дону). Треш-акция игры на «Fucking butterflies»[3]. Совместно с гитаристами Дмитрий Келешьян (группа «Хуже, чем дети»), Валерием Посиделовым, В. Князевым, Папа Срапа «Dick trasy style — installetion».
- 2016 — Выставка «Август — месяц ливней звездных» М-галерея, Ростов-на-Дону.
- 2017 — Проект «Имена век 20-й». М-галерея, Ростов-на-Дону.
- 2020 — Проект «Демистификация эфемерности»[4], РОМИИ[5] (Ростов-на-Дону)
- 2021 — Персональная выставка «Вадим Морозов». Ростовский областной музей изобразительных искусств, Ростов-на-Дону.[6]

## Современные проекты
- «Слепой художник» М-галерея
- «Shabbashka» М-галерея
- «Книга мертвых — матрица и говорящие шарики оригами» М-галерея
- «Хрустальные бомжи» М-галерея
- НОЧЬ МУЗЕЕВ. Creative space.
- В ночь с 14-го на 15 мая М-галерея со специальным проектом Вадима Морозова и Митчелла Джонсона «RUSSIAN BUTTERFLY» принимала участие в мероприятии, приуроченном к Ночи музеев на территории креативного пространства «ROV»: М-галерея.

## Публикации
- 1988 — газета «Молот», автор А. П. Токарев.
- 1992 — «Экран и сцена».
- 1993 — «Молчание ягнят» фильм Л.Рублевской, Дон-ТР.
- 1992−1993 — Ряд публикаций в голландской прессе.
- 1996 — Показ видеофильма «Лук эроса» на телевидении Нидерландов.
- 2006 — Интервью телеканалу Дон-ТР, Л. Рублевская.
- 2007— Журнал «With Style» автор Н. Зограбян.
- 2009 — газета «Вечерний Ростов» автор С. Простаков.
- 2010 — Интервью журналу «Собака.ru» А. Авижас.
- 2020 — Журнал «Кто Главный», Выставка «Демистификация эфемерности», С. В. Крузе — директор РОМИИ, почетный член РАХ